# Zalmoxis lavacaverna
Zalmoxis lavacaverna is een hooiwagen uit de familie Zalmoxioidae.